# Hällåsagölen
Hällåsagölen är en sjö i Falkenbergs kommun i Halland och ingår i Ätrans huvudavrinningsområde.